# Trevaia Williams-Davis
Pour les articles homonymes, voir Davis et Williams.
Trevaia Williams-Davis (née le 7 septembre 1968) est une athlète américaine, spécialiste du 400 mètres haies.

## Biographie
Elle remporte la médaille d'argent du relais 4 × 400 mètres lors des Championnats du monde en salle 1993, à Toronto, aux côtés de Terri Dendy, Dyan Webber et Natasha Kaiser-Brown.

### Palmarès
| Date | Compétition                    | Lieu    | Résultat | Épreuve     |
| ---- | ------------------------------ | ------- | -------- | ----------- |
| 1993 | Championnats du monde en salle | Toronto | 2e       | 4 × 400 m   |
| 1993 | Universiade                    | Buffalo | 3e       | 400 m haies |

### Records
| Épreuve     | Performance | Lieu                | Date         |
| ----------- | ----------- | ------------------- | ------------ |
| 400 m       | 55 s 81     | La Nouvelle-Orléans | 20 juin 1998 |
| 400 m haies | 54 s 78     | Tucson              | 8 mai 1998   |